# Смъртта на Супермен
„Смъртта на Супермен“ (на английски: The Death of Superman) е американски анимационен супергеройски филм от 2018 г., продуциран от „Уорнър Брос Анимейшън“ и е разпространен от „Уорнър Брос Хоум Ентъртейнмънт“. Базиран е на едноименния комикс и е втората анимационна адаптация, която хроникира битката между Супермен и Думсдей. Това е 32-ият филм от DC Universe Animated Original Movies е 11-ият филм на „Анимационната филмова вселена на Ди Си“. Премиерата на филма е на 24 юли 2018 г., а на 13 януари 2019 г. е пуснат по киносалоните. Продължението – „Царството на Супермените“, е пуснат на 15 януари 2019 г.